# Ballspielverein Borussia 09 Dortmund 1993-1994
Questa voce raccoglie le informazioni riguardanti il Ballspielverein Borussia 09 Dortmund nelle competizioni ufficiali della stagione 1993-1994.

## Stagione
Nella stagione 1993-1994 il Borussia Dortmund, allenato da Ottmar Hitzfeld, concluse il campionato di Bundesliga al 4º posto. In Coppa di Germania il Borussia Dortmund fu eliminato al secondo turno dal Carl Zeiss Jena. In Coppa UEFA il Borussia Dortmund fu eliminato ai quarti di finale dall'Inter.

## Rosa
| N. |                     | Ruolo | Calciatore         |
| -- | ------------------- | ----- | ------------------ |
| 1  | Germania (bandiera) | P     | Stefan Klos        |
| 2  | Germania (bandiera) | C     | Knut Reinhardt     |
| 3  | Germania (bandiera) | D     | Bodo Schmidt       |
| 4  | Germania (bandiera) | C     | Steffen Freund     |
| 6  | Germania (bandiera) | D     | Matthias Sammer    |
| 7  | Germania (bandiera) | D     | Stefan Reuter      |
| 8  | Germania (bandiera) | C     | Michael Zorc       |
| 9  | Svizzera (bandiera) | A     | Stéphane Chapuisat |
| 12 | Germania (bandiera) | P     | Wolfgang de Beer   |
| 13 | Germania (bandiera) | A     | Karl-Heinz Riedle  |
| 18 | Germania (bandiera) | C     | Lars Ricken        |
| 20 | Germania (bandiera) | D     | Günter Kutowski    |
| 24 | Germania (bandiera) | C     | Thomas Franck      |

| N. |                      | Ruolo | Calciatore         |
| -- | -------------------- | ----- | ------------------ |
| 28 | Ghana (bandiera)     | C     | Mallam Yahaya      |
|    | Germania (bandiera)  | P     | Philipp Laux       |
|    | Germania (bandiera)  | D     | Uwe Grauer         |
|    | Germania (bandiera)  | D     | Michael Schulz     |
|    | Germania (bandiera)  | D     | Matthias Sellmann  |
|    | Australia (bandiera) | D     | Ned Zelić          |
|    | Germania (bandiera)  | C     | Gerhard Poschner   |
|    | Argentina (bandiera) | C     | Leonardo Rodríguez |
|    | Germania (bandiera)  | A     | Frank Mill         |
|    | Danimarca (bandiera) | A     | Flemming Povlsen   |
|    | Germania (bandiera)  | A     | Ulf Raschke        |
|    | Germania (bandiera)  | A     | Lothar Sippel      |

## Organigramma societario
Area tecnica
- Allenatore: Ottmar Hitzfeld
- Allenatore in seconda: Michael Henke
- Preparatore dei portieri:
- Preparatori atletici: Günter Jonczyk, Frank Zöllner

## Calciomercato

### Sessione estiva
| Acquisti | Acquisti          | Acquisti     | Acquisti |
| R.       | Nome              | da           | Modalità |
| -------- | ----------------- | ------------ | -------- |
| C        | Steffen Freund    | Schalke 04   |          |
| P        | Philipp Laux      | VfB Gaggenau |          |
| A        | Karl-Heinz Riedle | Lazio        |          |

| Cessioni | Cessioni           | Cessioni          | Cessioni |
| R.       | Nome               | a                 | Modalità |
| -------- | ------------------ | ----------------- | -------- |
| C        | Michael Rummenigge | Urawa Reds        |          |
| C        | Tim Gutberlet      | Arminia Bielefeld |          |
| C        | Michael Lusch      | Kaiserslautern    |          |
| P        | Christof Osigus    | Horst Emscher     |          |
| C        | René Tretschok     | TeBe Berlino      |          |

### Sessione invernale
| Acquisti | Acquisti           | Acquisti | Acquisti |
| R.       | Nome               | da       | Modalità |
| -------- | ------------------ | -------- | -------- |
| C        | Leonardo Rodríguez | Atalanta |          |

| Cessioni | Cessioni     | Cessioni        | Cessioni |
| R.       | Nome         | a               | Modalità |
| -------- | ------------ | --------------- | -------- |
| D        | Steffen Karl | Manchester City |          |

## Risultati

### Bundesliga

#### Girone di andata
| Arbitro: | Strampe |

|                          |           |          |
| Sammer 59’ Chapuisat 63’ | Marcatori | 90’ Carl |

| Arbitro: | Fux |

|            |           |  |
| Mulder 79’ | Marcatori |  |

| Arbitro: | Fischer |

|                                |           |                                    |
| Riedle 59’ Zorc 78’ Sammer 80’ | Marcatori | 12’ (rig.) Cardoso 56’ Heidenreich |

| Arbitro: | Osmers |

|                        |           |                |
| Sérgio 20’ Fischer 63’ | Marcatori | 28’ Rummenigge |

| Arbitro: | Schmidt |

|                                    |           |  |
| Chapuisat 37’, 72’, 90’ Riedle 89’ | Marcatori |  |

| Arbitro: | Steinborn |

|                             |           |                      |
| Walter 18’ (rig.) Dunga 90’ | Marcatori | 45’ Zelić 88’ Sippel |

| Arbitro: | Best |

|  |           |           |
|  | Marcatori | 9’ Rische |

| Arbitro: | Berg |

|                       |           |                          |
| Schmidt 39’ Közle 47’ | Marcatori | 13’ Chapuisat 56’ Sammer |

| Arbitro: | Ziller |

|          |           |            |
| Karl 65’ | Marcatori | 27’ Scholl |

| Arbitro: | Gläser |

|             |           |                        |
| Leśniak 28’ | Marcatori | 69’ Zorc 74’ Chapuisat |

| Arbitro: | Schmidhuber |

|                                            |           |  |
| Votava 52’ Hobsch 69’ Eilts 70’ Herzog 72’ | Marcatori |  |

| Arbitro: | Strigel |

|                        |           |           |
| Zorc 49’ Chapuisat 52’ | Marcatori | 88’ Bäron |

| Arbitro: | Scheuerer |

|                         |           |  |
| Polster 69’ (rig.), 71’ | Marcatori |  |

| Arbitro: | Assenmacher |

|                              |           |  |
| Poschner 19’, 57’ Riedle 75’ | Marcatori |  |

| Arbitro: | Malbranc |

|                               |           |  |
| Gaudino 82’ (rig.) Bommer 90’ | Marcatori |  |

| Arbitro: | Fux |

|                     |           |           |
| Zorc 17’ Schulz 87’ | Marcatori | 10’ Kuntz |

| Norimberga 20 novembre 1993, ore 20:00 CET 17ª giornata | Norimberga | 0 – 0 referto | Borussia Dortmund | Frankenstadion (44 500 spett.)\| Arbitro: \| Merk \| |
| Arbitro:                                                | Merk       |               |                   |                                                      |

#### Girone di ritorno
| Arbitro: | Wiesel |

|                         |           |                                |
| Kir'jakov 28’, 43’, 45’ | Marcatori | 3’ Poschner 16’, 18’ Chapuisat |

| Arbitro: | Weber |

|            |           |                |
| Sammer 86’ | Marcatori | 55’ Sendscheid |

| Arbitro: | Fröhlich |

|                                       |           |               |
| Cardoso 39’, 78’ Todt 53’ Wassmer 79’ | Marcatori | 59’ Chapuisat |

| Arbitro: | Heynemann |

|               |           |  |
| Chapuisat 38’ | Marcatori |  |

| Arbitro: | Best |

|                                   |           |  |
| Kranz 31’ Fuchs 60’ Marschall 80’ | Marcatori |  |

| Arbitro: | Harder |

|               |           |               |
| Chapuisat 68’ | Marcatori | 50’, 66’ Knup |

| Arbitro: | Schmidhuber |

|                         |           |                               |
| Heidrich 30’ Anders 81’ | Marcatori | 48’ Chapuisat 73’, 74’ Sippel |

| Arbitro: | Aust |

|                       |           |           |
| Ricken 44’ Schulz 63’ | Marcatori | 61’ Közle |

| Monaco di Baviera 20 marzo 1994, ore 18:00 CET 26ª giornata | Bayern Monaco | 0 – 0 referto | Borussia Dortmund | Stadio Olimpico (42 000 spett.)\| Arbitro: \| Strampe \| |
| Arbitro:                                                    | Strampe       |               |                   |                                                          |

| Arbitro: | Dardenne |

|                            |           |  |
| Franck 34’ Zorc 80’ (rig.) | Marcatori |  |

| Arbitro: | Albrecht |

|                         |           |                     |
| Chapuisat 56’, 67’, 72’ | Marcatori | 30’ Basler 81’ Bode |

| Amburgo 5 aprile 1994, ore 20:00 CEST 29ª giornata | Amburgo | 0 – 0 referto | Borussia Dortmund | Volksparkstadion (33 000 spett.)\| Arbitro: \| Zerr \| |
| Arbitro:                                           | Zerr    |               |                   |                                                        |

| Arbitro: | Schmidhuber |

|                                 |           |          |
| Zorc 40’ (rig.) Higl 41’ (aut.) | Marcatori | 22’ Higl |

| Mönchengladbach 17 aprile 1994, ore 18:00 CEST 31ª giornata | Borussia M'gladbach | 0 – 0 referto | Borussia Dortmund | Bökelbergstadion (34 000 spett.)\| Arbitro: \| Scheuerer \| |
| Arbitro:                                                    | Scheuerer           |               |                   |                                                             |

| Arbitro: | Ziller |

|                                 |           |  |
| Riedle 3’ Tskhadadze 68’ (aut.) | Marcatori |  |

| Arbitro: | Fröhlich |

|                           |           |  |
| Kuntz 18’ (rig.) Kuka 71’ | Marcatori |  |

| Arbitro: | Dellwing |

|                                          |           |             |
| Poschner 13’, 58’ Zorc 31’ Chapuisat 87’ | Marcatori | 33’ Zietsch |

### Coppa di Germania
| Arbitro: | Leimert |

|               |           |                                                  |
| Tabellion 80’ | Marcatori | 24’ Reinhardt 30’ Mill 33’ Reuter 84’ Rummenigge |

| Arbitro: | Jansen |

|  |           |               |
|  | Marcatori | 11’ Schreiber |

### Coppa UEFA
| Dortmund 15 settembre 1993, ore CEST Primo turno | Borussia Dortmund | 0 – 0 referto | Spartak Vladikavkaz | Westfalenstadion (34 500 spett.)\| Arbitro: \| Hill \| |
| Arbitro:                                         | Hill              |               |                     |                                                        |

| Arbitro: | Crăciunescu |

|  |           |               |
|  | Marcatori | 61’ Chapuisat |

| Maribor 20 ottobre 1993, ore CET Secondo turno | Branik Maribor | 0 – 0 referto | Borussia Dortmund | Stadion Ljudski vrt (14 000 spett.)\| Arbitro: \| Frisk \| |
| Arbitro:                                       | Frisk          |               |                   |                                                            |

| Arbitro: | Ceccarini |

|                    |           |           |
| Chapuisat 48’, 52’ | Marcatori | 21’ Bozgo |

| Arbitro: | Coroado |

|                |           |               |
| Kristensen 19’ | Marcatori | 61’ Chapuisat |

| Arbitro: | McCluskey |

|          |           |  |
| Zorc 28’ | Marcatori |  |

| Arbitro: | van der Ende |

|            |           |                           |
| Schulz 83’ | Marcatori | 33’, 36’ Jonk 90’ Šalimov |

| Arbitro: | Piraux |

|              |           |                     |
| Manicone 81’ | Marcatori | 38’ Zorc 47’ Ricken |

## Statistiche

### Statistiche di squadra
| Competizione      | Punti | In casa | In casa | In casa | In casa | In casa | In casa | In trasferta | In trasferta | In trasferta | In trasferta | In trasferta | In trasferta | Totale | Totale | Totale | Totale | Totale | Totale | DR |
| Competizione      | Punti | G       | V       | N       | P       | Gf      | Gs      | G            | V            | N            | P            | Gf           | Gs           | G      | V      | N      | P      | Gf     | Gs     | DR |
| ----------------- | ----- | ------- | ------- | ------- | ------- | ------- | ------- | ------------ | ------------ | ------------ | ------------ | ------------ | ------------ | ------ | ------ | ------ | ------ | ------ | ------ | -- |
| Bundesliga        | 39    | 17      | 13      | 2       | 2       | 35      | 15      | 17           | 2            | 7            | 8            | 14           | 30           | 34     | 15     | 9      | 10     | 49     | 45     | +4 |
| Coppa di Germania | -     | 1       | 0       | 0       | 1       | 0       | 1       | 1            | 1            | 0            | 0            | 4            | 1            | 2      | 1      | 0      | 1      | 4      | 2      | +2 |
| Coppa UEFA        | -     | 4       | 2       | 1       | 1       | 4       | 4       | 4            | 2            | 2            | 0            | 4            | 2            | 8      | 4      | 3      | 1      | 8      | 6      | +2 |
| Totale            | 39    | 22      | 15      | 3       | 4       | 39      | 20      | 22           | 5            | 9            | 8            | 22           | 33           | 44     | 20     | 12     | 12     | 61     | 53     | +8 |

### Andamento in campionato
| Giornata  | 1 | 2  | 3 | 4 | 5 | 6 | 7 | 8 | 9 | 10 | 11 | 12 | 13 | 14 | 15 | 16 | 17 | 18 | 19 | 20 | 21 | 22 | 23 | 24 | 25 | 26 | 27 | 28 | 29 | 30 | 31 | 32 | 33 | 34 |
| --------- | - | -- | - | - | - | - | - | - | - | -- | -- | -- | -- | -- | -- | -- | -- | -- | -- | -- | -- | -- | -- | -- | -- | -- | -- | -- | -- | -- | -- | -- | -- | -- |
| Luogo     | C | T  | C | T | C | T | C | T | C | T  | T  | C  | T  | C  | T  | C  | T  | T  | C  | T  | C  | T  | C  | T  | C  | T  | C  | C  | T  | C  | T  | C  | T  | C  |
| Risultato | V | P  | V | P | V | N | P | N | N | V  | P  | V  | P  | V  | P  | V  | N  | N  | N  | P  | V  | P  | P  | V  | V  | N  | V  | V  | N  | V  | N  | V  | P  | V  |
| Posizione | 7 | 12 | 7 | 9 | 8 | 7 | 8 | 8 | 8 | 8  | 8  | 8  | 8  | 8  | 9  | 8  | 9  | 8  | 8  | 10 | 9  | 11 | 12 | 12 | 12 | 11 | 9  | 7  | 9  | 4  | 6  | 4  | 5  | 4  |

Legenda:

Luogo: C = Casa; T = Trasferta. Risultato: V = Vittoria; N = Pareggio; P = Sconfitta.

### Statistiche dei giocatori
| Giocatore     | Bundesliga | Bundesliga | Bundesliga  | Bundesliga | Coppa di Germania | Coppa di Germania | Coppa di Germania | Coppa di Germania | Coppa UEFA | Coppa UEFA | Coppa UEFA  | Coppa UEFA | Totale   | Totale | Totale      | Totale     |
| Giocatore     | Presenze   | Reti       | Ammonizioni | Espulsioni | Presenze          | Reti              | Ammonizioni       | Espulsioni        | Presenze   | Reti       | Ammonizioni | Espulsioni | Presenze | Reti   | Ammonizioni | Espulsioni |
| ------------- | ---------- | ---------- | ----------- | ---------- | ----------------- | ----------------- | ----------------- | ----------------- | ---------- | ---------- | ----------- | ---------- | -------- | ------ | ----------- | ---------- |
| S. Chapuisat  | 30         | 17         | 1           | 0          | 2                 | 0                 | 0                 | 0                 | 8          | 4          | 1           | 0          | 40       | 21     | 2           | 0          |
| T. Franck     | 18         | 1          | 8           | 0          | 0                 | 0                 | 0                 | 0                 | 4          | 0          | 0           | 0          | 22       | 1      | 8           | 0          |
| S. Freund     | 19         | 0          | 4           | 1          | 2                 | 0                 | 0                 | 0                 | 4          | 0          | 0           | 0          | 25       | 0      | 4           | 1          |
| U. Grauer     | 5          | 0          | 0           | 0          | 0                 | 0                 | 0                 | 0                 | 1          | 0          | 0           | 0          | 6        | 0      | 0           | 0          |
| S. Karl       | 13         | 1          | 4           | 0          | 1                 | 0                 | 0                 | 0                 | 3          | 0          | 0           | 0          | 17       | 1      | 4           | 0          |
| S. Klos       | 34         | 0          | 2           | 0          | 2                 | 0                 | 0                 | 0                 | 8          | 0          | 0           | 0          | 44       | 0      | 2           | 0          |
| G. Kutowski   | 21         | 0          | 5           | 1          | 0                 | 0                 | 0                 | 0                 | 4          | 0          | 0           | 1          | 25       | 0      | 5           | 2          |
| P. Laux       | 0          | 0          | 0           | 0          | 0                 | 0                 | 0                 | 0                 | 0          | 0          | 0           | 0          | 0        | 0      | 0           | 0          |
| F. Mill       | 12         | 0          | 4           | 0          | 2                 | 1                 | 0                 | 0                 | 4          | 0          | 0           | 0          | 18       | 1      | 4           | 0          |
| G. Poschner   | 29         | 5          | 4           | 0          | 2                 | 0                 | 0                 | 0                 | 8          | 0          | 0           | 0          | 39       | 5      | 4           | 0          |
| F. Povlsen    | 24         | 0          | 8           | 0          | 0                 | 0                 | 0                 | 0                 | 6          | 0          | 0           | 0          | 30       | 0      | 8           | 0          |
| U. Raschke    | 0          | 0          | 0           | 0          | 0                 | 0                 | 0                 | 0                 | 0          | 0          | 0           | 0          | 0        | 0      | 0           | 0          |
| K. Reinhardt  | 25         | 0          | 9           | 0          | 2                 | 1                 | 0                 | 0                 | 4          | 0          | 0           | 0          | 31       | 1      | 9           | 0          |
| S. Reuter     | 21         | 0          | 4           | 1          | 2                 | 1                 | 0                 | 0                 | 5          | 0          | 0           | 0          | 28       | 1      | 4           | 1          |
| L. Ricken     | 5          | 1          | 0           | 0          | 0                 | 0                 | 0                 | 0                 | 2          | 1          | 0           | 0          | 7        | 2      | 0           | 0          |
| K. Riedle     | 22         | 4          | 5           | 0          | 0                 | 0                 | 0                 | 0                 | 5          | 0          | 0           | 0          | 27       | 4      | 5           | 0          |
| L. Rodriguez  | 6          | 0          | 2           | 0          | 0                 | 0                 | 0                 | 0                 | 1          | 0          | 0           | 0          | 7        | 0      | 2           | 0          |
| M. Rummenigge | 3          | 1          | 0           | 0          | 2                 | 1                 | 0                 | 0                 | 0          | 0          | 0           | 0          | 5        | 2      | 0           | 0          |
| M. Sammer     | 29         | 4          | 8           | 1          | 2                 | 0                 | 0                 | 0                 | 8          | 0          | 1           | 0          | 39       | 4      | 9           | 1          |
| B. Schmidt    | 27         | 0          | 7           | 0          | 0                 | 0                 | 0                 | 0                 | 6          | 0          | 0           | 0          | 33       | 0      | 7           | 0          |
| M. Schulz     | 27         | 2          | 8           | 0          | 2                 | 0                 | 1                 | 0                 | 8          | 1          | 1           | 0          | 37       | 3      | 10          | 0          |
| M. Sellmann   | 0          | 0          | 0           | 0          | 0                 | 0                 | 0                 | 0                 | 0          | 0          | 0           | 0          | 0        | 0      | 0           | 0          |
| L. Sippel     | 19         | 3          | 2           | 0          | 2                 | 0                 | 0                 | 0                 | 3          | 0          | 1           | 0          | 24       | 3      | 3           | 0          |
| M. Yahaya     | 0          | 0          | 0           | 0          | 0                 | 0                 | 0                 | 0                 | 0          | 0          | 0           | 0          | 0        | 0      | 0           | 0          |
| N. Zelić      | 18         | 1          | 5           | 0          | 1                 | 0                 | 1                 | 0                 | 3          | 0          | 0           | 0          | 22       | 1      | 6           | 0          |
| M. Zorc       | 29         | 7          | 7           | 0          | 2                 | 0                 | 0                 | 0                 | 7          | 2          | 0           | 0          | 38       | 9      | 7           | 0          |
| W. de Beer    | 0          | 0          | 0           | 0          | 0                 | 0                 | 0                 | 0                 | 0          | 0          | 0           | 0          | 0        | 0      | 0           | 0          |